# 丘古德鄉

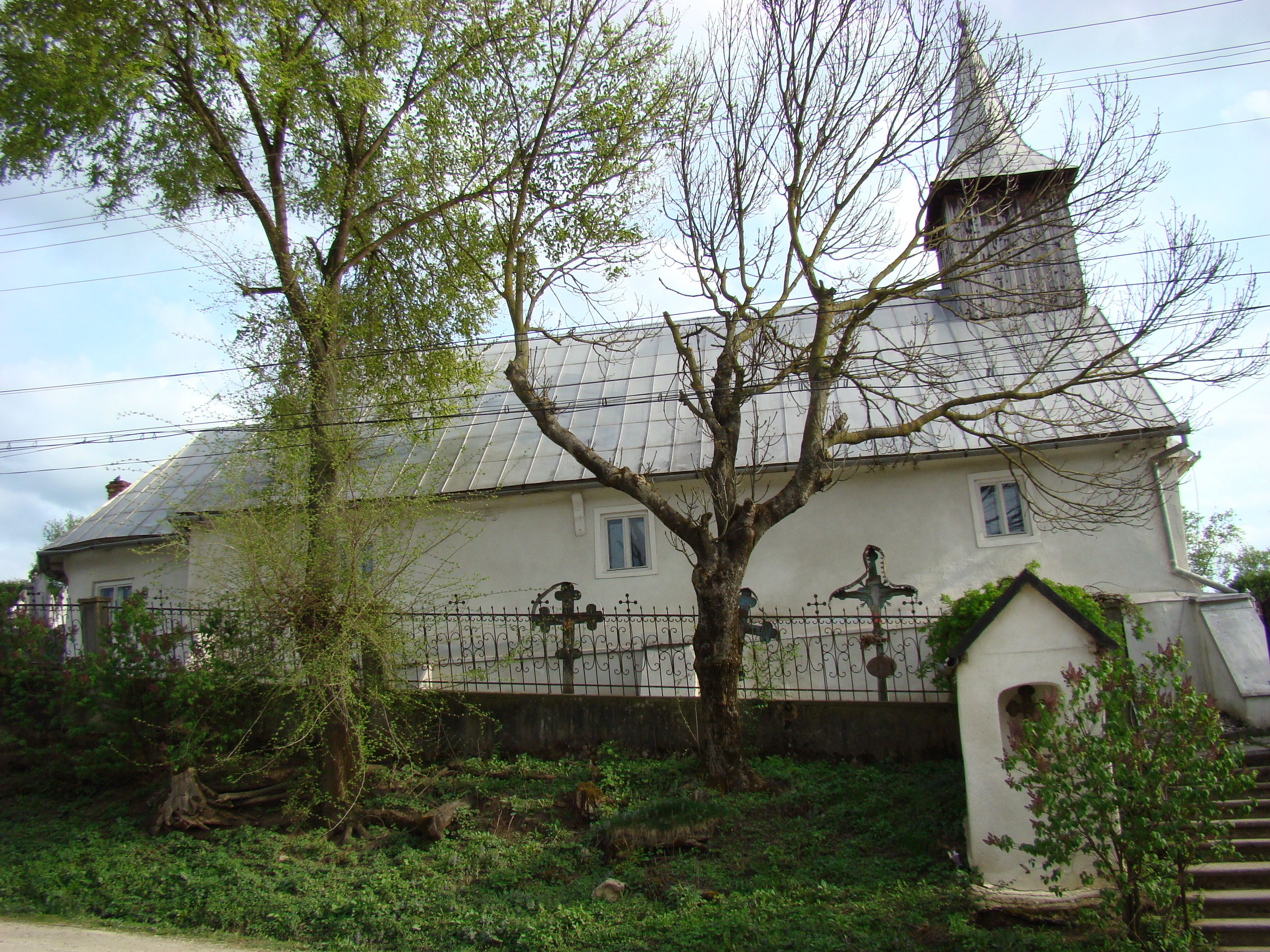
丘古德鄉

46°03′N 23°37′E / 46.050°N 23.617°E
丘古德鄉（羅馬尼亞語：Comuna Ciugud, Alba），是羅馬尼亞的鄉份，位於該國中部，由阿爾巴縣負責管轄，面積44平方公里，海拔高度231米，2011年人口3,048，人口密度每平方公里61人。